# Румен Ненов
Румен Ненов e български футболист, вратар, както и футболен треньор.

## Кариера
Роден е на 29 декември 1968 г. в град Враца. Баща на Юлиян Ненов, футболист на Локомотив София.
Участник в 2 мача от Купата на УЕФА. Той прави редица ключови спасявания при историческата победа над прочутия Ювентус (Торино) на 13 септември 1994 г. Този звезден момент е изтрит от УЕФА, след като картотеката на автора на двата гола Петър Михтарски е окачествена като нередовна и на „бианконерите“ е присъдена служебна победа в София с 3:0.
В актива на Румен в родния елит има и един гол. Той е от дузпа и е вкаран на 5 юни 1993 г. Тогава „ЦСКА“ приема Добруджа (Добрич) в последния кръг и „червените“ бият с 5:2, а вратарят вкарва от бялата точка за 4:2 в 76 минута.
За последно той е треньор в детско юношеската школа на родния „Ботев“.
Покосен е от масивен инфаркт преди сватбата на сина му Юлиян на 15 юни 2017.

## Успехи
- Шампион на България с ЦСКА (София (1): 1992
- Носител на Купата на съветската армия с ЦСКА (София (1): 1993
- Участник на Европейското първенство за юноши в Унгария през 1986